# Каза ди Кура Екс О.П.П. (Катанцаро)
Каза ди Кура Екс О.П.П. је насеље у Италији у округу Катанцаро, региону Калабрија.
Према процени из 2011. у насељу је живело 139 становника. Насеље се налази на надморској висини од 364 м.